# Winja's Fear & Winja's Force
Winja's Fear & Winja's Force zijn stalen draaiende duellerende wildemuis-indoorachtbanen in het Duitse attractiepark Phantasialand. Winja's Fear & Winja's Force bevinden zich in het Fantasy parkdeel genaamd Wuze Town. Wuze Town is een gebouw met daarin verscheidene attracties gethematiseerd als stad diep onder de grond van het fictieve volkje genaamd Wuzen.

## De rit

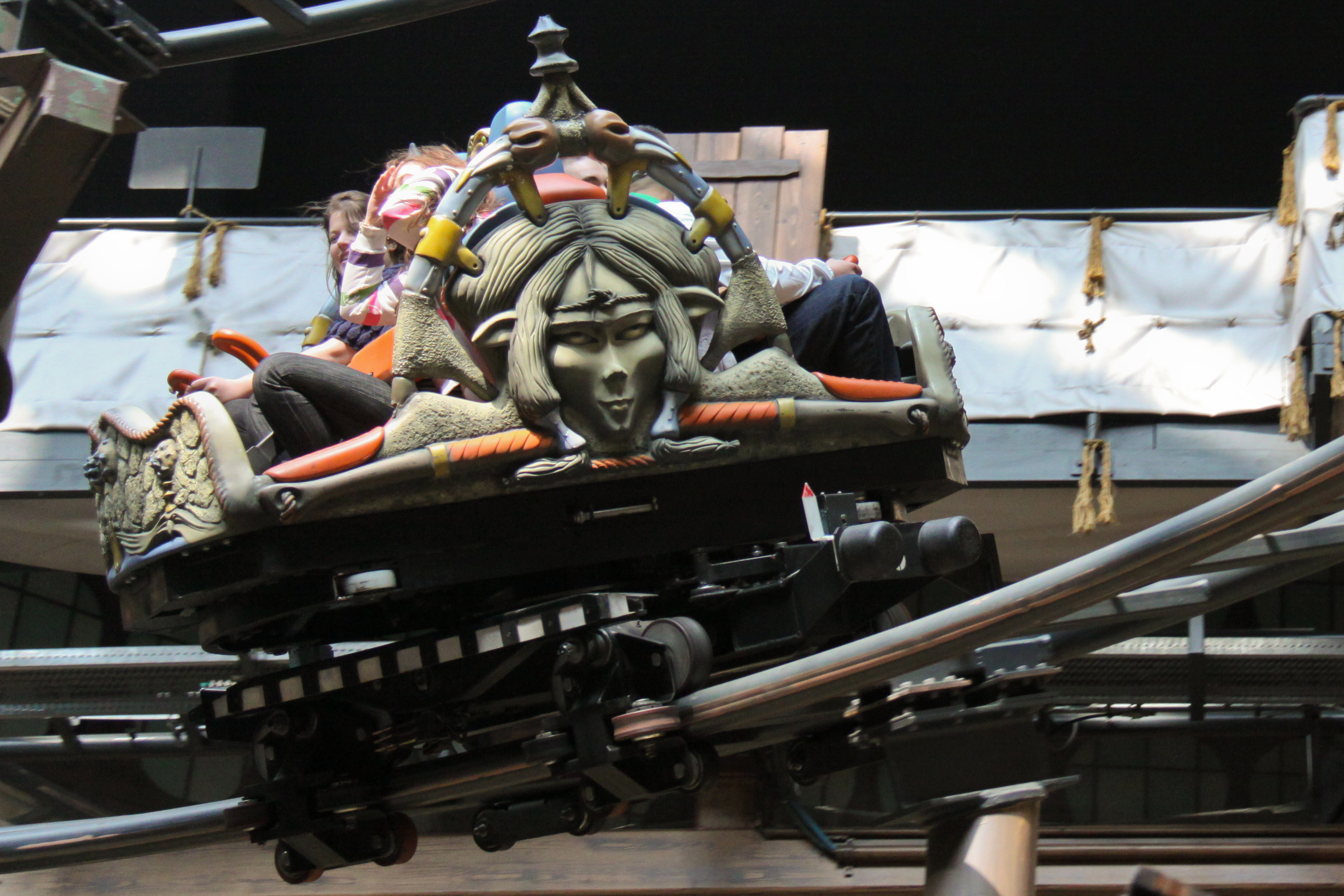
Eén van de achtbaanvoertuigen van Winja's Fear.

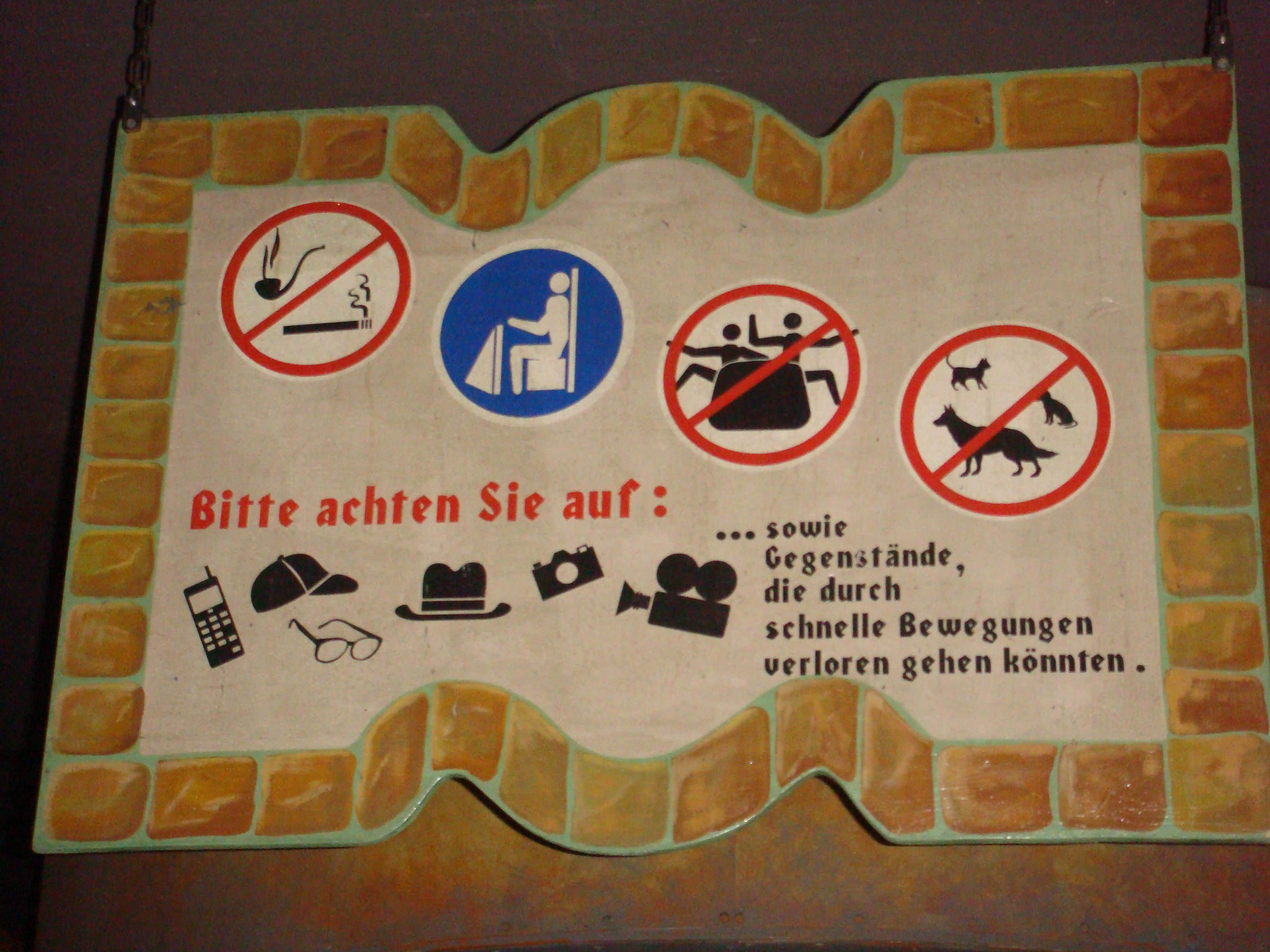
Veiligheidswaarschuwing bij de ingang.

De twee banen van Winja's Fear & Winja's Force zijn van het model Spinning Coaster SC3000 en zijn gemaakt door Maurer Rides. De achtbanen lopen door de centrale hal en lopen in een helix rond de centraal geplaatste paratower Tittle Tattle Tree. Per voertuig, dat gedurende de rit om zijn as draait, is er plaats voor vier bezoekers. Aan beide zijden zitten twee personen rug aan rug.

### Bijzondere baanelementen
Een bijzonder baanelement van Winja's Fear & Winja's Force is de verticale lift. De achtbaantreinen worden tijdens het optakelen namelijk ook gekanteld zodat de hoek die de rails maakt, aansluit op de eerste afdaling. Beide banen hebben bij het laatste remvak een speciaal baanelement. Bij Winja's Fear kantelt het remvak voorover (als een wip) en bij Winja's Force kantelt het remvak opzij. Vlak voor het station zit in beide banen een drop track.

### Veiligheid
Bezoekers dienen een lengte tussen de 130 cm en 200 cm te hebben en zijn minimaal acht jaar oud. De attractie is verboden voor personen met cardiale problemen en rolstoelontoegankelijk.
Lijst van attracties in Phantasialand · Quick Pass · afbeeldingen